# Gustaf Blixencron
Gustaf Blixencron, född 22 oktober 1649 i Stockholm, död 12 december 1702 på Öresten i Örby socken, Älvsborgs län, var en svensk ämbetsman och godsägare.

## Biografi
Gustaf Blixencron var son till häradshövding Mårten Pedersson Blix (1596–1667) adlad Blixencron 1646 och Margareta von Wahle (1624–1681) samt från 1680 gift med Metta Ribbing (1644-1701) som var dotter till överstelöjtnanten Seved Ribbing (1615–1647). Paret fick fyra döttrar.
Fadern anställde Samuel Columbus som præceptor för sina söner men då Gustaf Blixencron som 18-åring blev huvudman för ätten undervisades han inte längre av Columbus, som dock stannade kvar som informator för de yngre bröderna. Blixencron blev student vid Uppsala universitet 1663 och var därefter verksam som revisionskommissarie med assessors titel. Blixencron ägde flera fastigheter i Stockholm, bland annat hus vid Badstugatan och en malmgård vid Hammarby sjö. Som godsägare drev han bland annat Väsby gård och Kopparmora gård med underliggande hemman i Värmdö socken samt Vrå gård i Skogs-Tibble socken, Fröviboda gård i Balingsta socken, Värnberg herrgård i Roslags-Bro socken och Öresten gård i Örby socken. 
Blixencron är begraven i Värmdö kyrka. Efter hans död såldes de flesta fastigheterna. Väsby och Kopparmora med underlydande hemman köptes 1704 av Carl Henrik Wattrang. Ätten Bixencron dog ut på svärdssidan 1710.